# Taifa Segura
De taifa Segura was een emiraat (taifa) in de regio Andalusië, in het zuiden van Spanje. De stad Segura de la Sierra (Arabisch: Saqura) was de hoofdplaats van de taifa.
De taifa kende van 1147 tot ca. 1150 een korte onafhankelijke periode.

## Emir
Banu Hamusk
- Ibrahim ibn Ahmed ibn Hamushk: ca. 1147–?
- Aan taifa Murcia: ca. 1150–1172